# Ґ
Ґ, ґ (cursiva: Ґ, ґ) es la quinta letra del alfabeto ucraniano.

## Orígenes
La oclusiva velar sonora de las lenguas eslavas [ɡ] está representada en la mayoría de las ortografías cirílicas por la letra ⟨Г⟩, llamada normalmente "ghe" en la mayoría de los idiomas. En ucraniano, sin embargo, alrededor del siglo XIII, el sonido sufrió lenición a la fricativa velar sonora [ɣ] (excepto en el grupo *zg), y alrededor del siglo XVI, se desbucalizó a la fricativa glotal sonora [ɦ]. El fonema siguió representado por ⟨Г⟩, llamado "he" (ге) he en ucraniano.
Un siglo después de que comenzara este cambio de sonido, el sonido [ɡ] se reintrodujo a partir de préstamos de Europa occidental. Desde entonces, se ha representado por escrito mediante varias notaciones diferentes.
La letra Ґ fue introducida en el alfabeto eslavo en 1619 por Meletius Smotrytsky es su "Gramática eslava".
En las primitivas ortografías bielorrusa y ucraniana, la letra latina g o el dígrafo кг (kh) se usaban algunas veces para denotar el sonido de la g latina en extranjerismos. Más tarde la práctica de distinguir este sonido y usar el dígrafo desapareció en la ortografía bielorrusa. En el siglo XIX, la letra ґ,  con idéntico propósito, fue introducida en las ortografías ucraniano y rusino.
La letra ґ fue eliminada más tarde del ucraniano con las reformas ortográficas soviéticas de 1933. Su función fue asumida por la letra г, que en ucraniano se pronuncia /ɦ/. No obstante, la letra ґ continuó siendo utilizada por los ucranianos de Galicia y de la diáspora, y fue reintroducida en 1990 en el periodo de la Glásnost.
Durante el siglo XX, algunos lingüistas bielorrusos, de entre los que destacan Yan Stankyevich, fomentaron tanto la reintroducción de la práctica de la pronunciación de la letra latina g en, al menos, los nuevos extranjerismos, como la adopción de la letra ґ para representarla. En cualquier caso, nunca se alcanzó un consenso y esta letra nunca ha formado parte del  alfabeto bielorruso estándar, teniendo solamente momentos esporádicos de uso. Por ejemplo, en 2005 se publicó un conjunto alternativo de normas ortográficas para el bielorruso, basadas en la propuesta de V. Vyachorka, que incluía la letra ґ en su alfabeto.

## Uso
A pesar de todo lo descrito en el apartado anterior, esta letra se utiliza raramente en los idiomas ucraniano y bielorruso y frecuentemente es reemplazada por la г.
Representa el sonido /ɡ/.

## Tabla de códigos
| Codificación de caracteres | Tipo      | Decimal | Hexadecimal | Octal  | Binario             |
| -------------------------- | --------- | ------- | ----------- | ------ | ------------------- |
| Unicode                    | mayúscula | 1168    | 0490        | 002220 | 0000 0100 1001 0000 |
| Unicode                    | minúscula | 1169    | 0491        | 002221 | 0000 0100 1001 0001 |
| ISO 8859-5                 | mayúscula | 173     | AD          | 255    | 1010 1101           |
| ISO 8859-5                 | minúscula | 253     | FD          | 375    | 1111 1101           |
| KOI 8                      | mayúscula | 189     | BD          | 275    | 1011 1101           |
| KOI 8                      | minúscula | 173     | AD          | 255    | 1010 1101           |
| Windows 1251               | mayúscula | 165     | A5          | 245    | 1010 0101           |
| Windows 1251               | minúscula | 180     | B4          | 264    | 1011 0100           |
Sus códigos HTML son: &#1168 o &#x490 para la mayúscula o &#1169; o &#x491; para la minúscula.